# Maron (Loano)
Maron is een bestuurslaag in het regentschap Purworejo van de provincie Midden-Java, Indonesië. Maron telt 3134 inwoners (volkstelling 2010).